# 1370
1370 (MCCCLXX) fue un año común comenzado en martes del calendario juliano, en vigor en aquella fecha.

## Acontecimientos
- Gregorio XI sucede a Urbano V como papa.
- Año central del sitio de Zamora, que comenzó en 1369 y finalizó en 1371.

## Nacimientos
- Jan Hus, teólogo, filósofo, reformador y predicador checo (f. 1415).

## Fallecimientos
- 15 de agosto: Gonzalo Mexías, maestre de la Orden de Santiago
- Casimiro III, rey de Polonia.
- Urbano V, papa.
- García Álvarez de Toledo, maestre de la Orden de Santiago y señor de Oropesa.